# Науменко Вадим Андрійович
Вадим Андрійович Науменко (нар. 23 січня, 2003) — український плавець, призер юніорського чемпіонату Європи, рекордсмен України.

## Спортивна кар'єра
16 червня 2022 року, у півфіналі чемпіонату Європи, встановив новий рекорд України на дистанції 200 метрів комплексом, пропливши цю дистанції за 2:00.48. 
5 травня 2023 року, на чемпіонаті України з плавання, проплив 200 метрів комплексом з часом 2:00.43, оновивши свій національний рекорд.
22 червня 2024 року оновив свій рекорд України в плаванні на дистанції 200 метрів комплексом, пропливши у півфіналі чемпіонату Європи з часом  1:59.33.

## Результати
| Рік  | Змагання                                     | Місце проведення   | 200 м вільним стилем | 200 м вільним стилем | 100 м на спині | 100 м на спині | 200 м на спині | 200 м на спині | 100 м комплексом | 100 м комплексом | 200 м комплексом | 200 м комплексом |
| Рік  | Змагання                                     | Місце проведення   | Час                  | Місце                | Час            | Місце          | Час            | Місце          | Час              | Місце            | Час              | Місце            |
| ---- | -------------------------------------------- | ------------------ | -------------------- | -------------------- | -------------- | -------------- | -------------- | -------------- | ---------------- | ---------------- | ---------------- | ---------------- |
| 2019 | Європейський юнацький олімпійський фестиваль | Баку, Азербайджан  | 1:54.05              | 10                   | Н/Д            | Н/Д            | 2:03.01        | 4              | Н/Д              | Н/Д              | 2:03.66          | 4                |
| 2021 | Чемпіонат Європи серед юніорів               | Рим, Італія        | 1:54.31              | 31                   | 57.36          | 21             | 2:00.87        | 6              | Н/Д              | Н/Д              | 2:00.65          | 2                |
| 2021 | Чемпіонат світу на короткій воді             | Абу-Дабі, ОАЕ      | Н/Д                  | Н/Д                  | Н/Д            | Н/Д            | 1:56.02        | 25             | Н/Д              | Н/Д              | 1:57.61          | 22               |
| 2022 | Чемпіонат світу                              | Будапешт, Угорщина | Н/Д                  | Н/Д                  | Н/Д            | Н/Д            | Н/Д            | Н/Д            | Н/Д              | Н/Д              | 2:02.00          | 24               |
| 2022 | Чемпіонат Європи                             | Рим, Італія        | 1:51.37              | 37                   | Н/Д            | Н/Д            | 2:01.55        | 21             | Н/Д              | Н/Д              | 2:01.61          | 8                |
| 2024 | Чемпіонат світу                              | Доха, Катар        | Н/Д                  | Н/Д                  | Н/Д            | Н/Д            | Н/Д            | Н/Д            | Н/Д              | Н/Д              | 2:01.87          | 19               |
| 2024 | Чемпіонат світу на короткій воді             | Будапешт, Угорщина |                      |                      |                |                |                |                | 52.91 NR         | 15               | 1:55.35 NR       | 17               |